# Cardioglossa annulata
Cardioglossa annulata — вид бесхвостых земноводных семейства пискуньи, обитающий в Конго на высоте от 634 до 744 м. Обитает в лесах и водно-болотных угодьях на площади 610 км². Научно описан в 2015 году.
Длина от кончика рыла до ануса у взрослых особей составляет от 22,8 до 32,9 мм, а одна молодая особь была в длину 21,5 мм. Тело относительно удлинённое, рыло острое. Все конечности удлиненные и тонкие. Каждый подсуставной бугорок на заостренных пальцах передних и задних конечностей охватывает ширину пальца. Подбарабанная линия служит отличительным признаком. Три маленьких чёрных пятна разбросаны по его коричневой спине. Кончики пальцев, задняя поверхность бедра, нижняя часть спины и пах несут белые шипики. Считаются вымирающим видом.